# 泰竹属
泰竹属（学名：Thyrsostachys）是禾本科下的一个属，为乔木状竹。该属共有2种，分布于缅甸、泰国至中国。泰竹属仅有2种。薛纪如在中国滇西至滇南一带发现有分布。

## 下属物种
本属包括以下物种：
- 大泰竹 Thyrsostachys oliveri Gamble
- 泰竹 Thyrsostachys siamensis Gamble